# 楊力州
楊力州（Yang Li-Chou，1969年3月9日—），台灣紀錄片工作者。輔仁大學應用美術學系、國立台南藝術學院音像紀錄研究所畢業。現為國立台南藝術大學動畫與影像美術研究所專任教授。曾任中華民國紀錄片發展協會理事長，台北市紀錄片從業人員職業工會常務理事。

## 作品

### 影像
- 1996年《三個一百》
- 1997年《畢業紀念冊》、《看見四個名字》、《打火兄弟》
- 1999年《我愛080》
- 2000年《留念》
- 2001年《老西門》
- 2002年《飄浪之女》、《過境》
- 2003年《新宿驛，東口以東》
- 2004年《顯影》
- 2006年《奇蹟的夏天》
- 2007年《水蜜桃阿嬤》
- 2008年《征服北極》、《活著》
- 2010年《被遺忘的時光》
- 2011年《青春啦啦隊》、《兩地》(他們在島嶼寫作系列——林海音)
- 2012年《甦》
- 2013年《拔一條河》
- 2014年《看不見的島》
- 2015年《小小鼓手》
- 2016年《我們的那時此刻》
- 2017年《社子島少年行》
- 2018年《紅盒子》
- 2021年《愛別離苦》

### 文字
- 【商業周刊】網站專欄部落格「紀錄人生」
- 第一本撰寫書籍： 《寶貝，別太快長大》
- 青春：獻給他們的情書

## 外部連結
- 【商業周刊】金獎導演楊力州：給我107分鐘　讓你看見老人的可愛！ （页面存档备份，存于）
- 鏡頭下的赤子心 楊力州 | 明周娛樂／時尚 （页面存档备份，存于）
- 楊力州在香港影庫上的簡介
- 楊力州的Facebook專頁
- 楊力州的Facebook專頁